# Ekoué Amaïzo
 (mai 2023).
Si vous disposez d'ouvrages ou d'articles de référence ou si vous connaissez des sites web de qualité traitant du thème abordé ici, merci de compléter l'article en donnant les références utiles à sa vérifiabilité et en les liant à la section « Notes et références ».
Ekoué Amaïzo (né Yves Ekoué Amaïzo le 10 février 1960 à Lomé) est économiste togolais spécialisé en stratégies, conseil et négociations à l'ONUDI du 8 février 1988 au 31 décembre 2007. Il est expert indépendant depuis janvier 2008. 

## Biographie
Ékoué Amaïzo est titulaire d'un doctorat en droit, économie et gestion de l’informatique des organisations de l'université Lyon 3 (université Jean Moulin) obtenu en 1986. Ce doctorat est précédé par un diplôme d'études approfondies (DEA) en monnaie, finance et banque en 1983 et une maîtrise en administration économique et sociale avec une spécialisation en gestion des services publics en 1982 à l'université Lyon 2 (université Lumière).
Il est directeur de la collection « Interdépendance africaine » chez Menaibuc et membre de plusieurs groupes de réflexion : Afrology,  African British Business Association, Avenir Nepad Paris et Londres, le conseil de la Table Ronde des Hommes d’Affaires africains (African Round Table) et éminente personnalité de l'Union africaine. Il y traite des questions d'économie, de politique et du développement du continent africain.

## Publications
- De la dépendance à l’interdépendance. Mondialisation et marginalisation : une chance pour l’Afrique ?, Paris, L'Harmattan, coll. « Interdépendance africaine", », 1998, 432 p..
- Yves Ekoué Amaïzo (dir.), L'Afrique est-elle incapable de s’unir ? Lever l'intangibilité des frontières et opter pour un passeport commun, Paris, L'Harmattan, coll. « Interdépendance africaine », 2002, 642 p..
- (en) Bade Onimode (dir.), African Development and Governance Strategies in the 21st Century, Nigeria, Zed Books, 2004, « Pauvreté et VIH/Sida », p. 174-188
- Karl Acham, Les défis socio-culturels du XXIe siècle : Opportunités asymétriques dans la création de la richesse, Vienne, Passagen Verlag, 390 p., « Pauvreté et inégalité », p. 13-54
- Yves Ekoué Amaïzo (dir.), L'union africaine freine-t-elle l’unité des Africains ? Retrouver la confiance entre les dirigeants et le peuple-citoyen, Paris, Éditions Menaibuc, coll. « Interdépendance africaine », 2005, 390 p..
- Yves Ekoué Amaïzo (dir.), La neutralité coupable : L'autocensure des Africains, un frein aux alternatives ?, Paris, Éditions Menaibuc, coll. « Interdépendance africaine », 2008.